# Apomecyna hauseri
Apomecyna hauseri är en skalbaggsart som beskrevs av Stefan von Breuning 1960. Apomecyna hauseri ingår i släktet Apomecyna och familjen långhorningar.
Artens utbredningsområde är Kenya. Inga underarter finns listade i Catalogue of Life.